# Трансценденция
Терминът трансценденция се появява още в аристотеловата философия, където има значение на Бога, божественото, което е изцяло извън света, която концепция контрастира с идеята, че Бог е манифестиран в света (вж иманенция). По-нататък терминът е употребяван в средновековната философия и конкретно идеята за трансценденцията е развита в персийската философия, където се заражда екзистенциализмът с идеята, че „екзистенцията предходжа есенцията“ (Мула Садра), докато обратният възглед на „есенцията предхожда екзистенцията“ е поддържан от Авицена и есенциализма.
При Имануел Кант трансценденталното е въведено в теорията на знанието и по отношение на възможностите за знание сами по себе си. Кант противопоставя термините трансцендентално и трансцендентно, като второто има значение на онова, което отива отвъд всяко възможно знание на човека.
Според постмодерната (или повлияната от постмодерната) философия под трансцендентално се разбира най-общо онова, което е отвъд познатото, представеното или изпитаното .